# Screams from the Gutter
Screams from the Gutter är ett samlingsalbum av blandade artister, utgivet på CD 1998 på Sidekicks Records. Österrikiska DSS Records utgav skivan på LP samma år, dock med en annorlunda låtordning.

## Låtlista

### CD
1. Guttersnipe – "Stick Together"
2. Guttersnipe – "Working Class Power"
3. Voice of a Generation – "The Greatest Lie"
4. Voice of a Generation – "Not My Cup of Tea"
5. The Clockwork Crew – "The Press"
6. The Clockwork Crew – "Joy 'n Pride"
7. Bombshell Rocks – "Small Town"
8. Bombshell Rocks – "The Spirit"
9. Boot Squad – "Violent Skinhead"
10. Boot Squad – "Blind Eyes & Media Lies"
11. Bullshit – 	"Oh What a Wonderful World"
12. Bullshit – 	"Wrongdoer"
13. Franks Bootboys – "Pigs"
14. Franks Bootboys – "Get Out of Here"
15. Agent Bulldogg – "Clockwork Orange Night"
16. Agent Bulldogg – "Our World"
17. Pöblers United – "Antifascist Skin"
18. Pöblers United – "Smack the Hippies" (live)

### LP
1. Guttersnipe – "Stick Together"
2. Voice of a Generation – "The Greatest Lie"
3. The Clockwork Crew – "The Press"
4. Bombshell Rocks – "Small Town"
5. Boot Squad – "Violent Skinhead"
6. Bullshit – 	"Oh What a Wonderful World"
7. Franks Bootboys – "Pigs"
8. Agent Bulldogg – "Clockwork Orange Night"
9. Pöblers United – "Antifascist Skin"
10. Guttersnipe – "Working Class Power"
11. Voice of a Generation – "Not My Cup of Tea"
12. The Clockwork Crew – "Joy 'n Pride"
13. Bombshell Rocks – "The Spirit"
14. Boot Squad – "Blind Eyes & Media Lies"
15. Bullshit – 	"Wrongdoer"
16. Franks Bootboys – "Get Out of Here"
17. Agent Bulldogg – "Our World"
18. Pöblers United – "Smack the Hippies" (live)

### Fotnoter
1. ↑  ”Screams from the Gutter”. Discogs.com. http://www.discogs.com/Various-Screams-From-The-Gutter/release/3490073. Läst 25 april 2012.